# Baradari (clădire)
Baradari, de asemena cunoscută ca  Bara Dari (urdu: بارہ دری) este o clădire sau un pavilion cu 12 uși concepute pentru a permite un flux liber de aer. Structura are forma unui pătrat și are trei uși pe fiecare latură a sa. 
Datorită caracteristicilor lor acustice deosebite, aceste clădiri au fost deosebit de bine-potrivite pentru dansul mujra sau pentru spectacolele de dans ale curtezanelor realizate de curtezanele nobile din India. De asemenea, erau potrivite pentru spectacolele și concertele private ale diferiților muzicieni și poeți realizate de-a lungul timpului în fața regilor. Clădirile erau, de asemenea, apreciate pentru aerul lor proaspăt în timpul verii fierbinți din India. Bara în urdu / hindi înseamnă „doisprezece” iar cuvântul Dar înseamnă „ușă”. 

## Clădiri Baradari

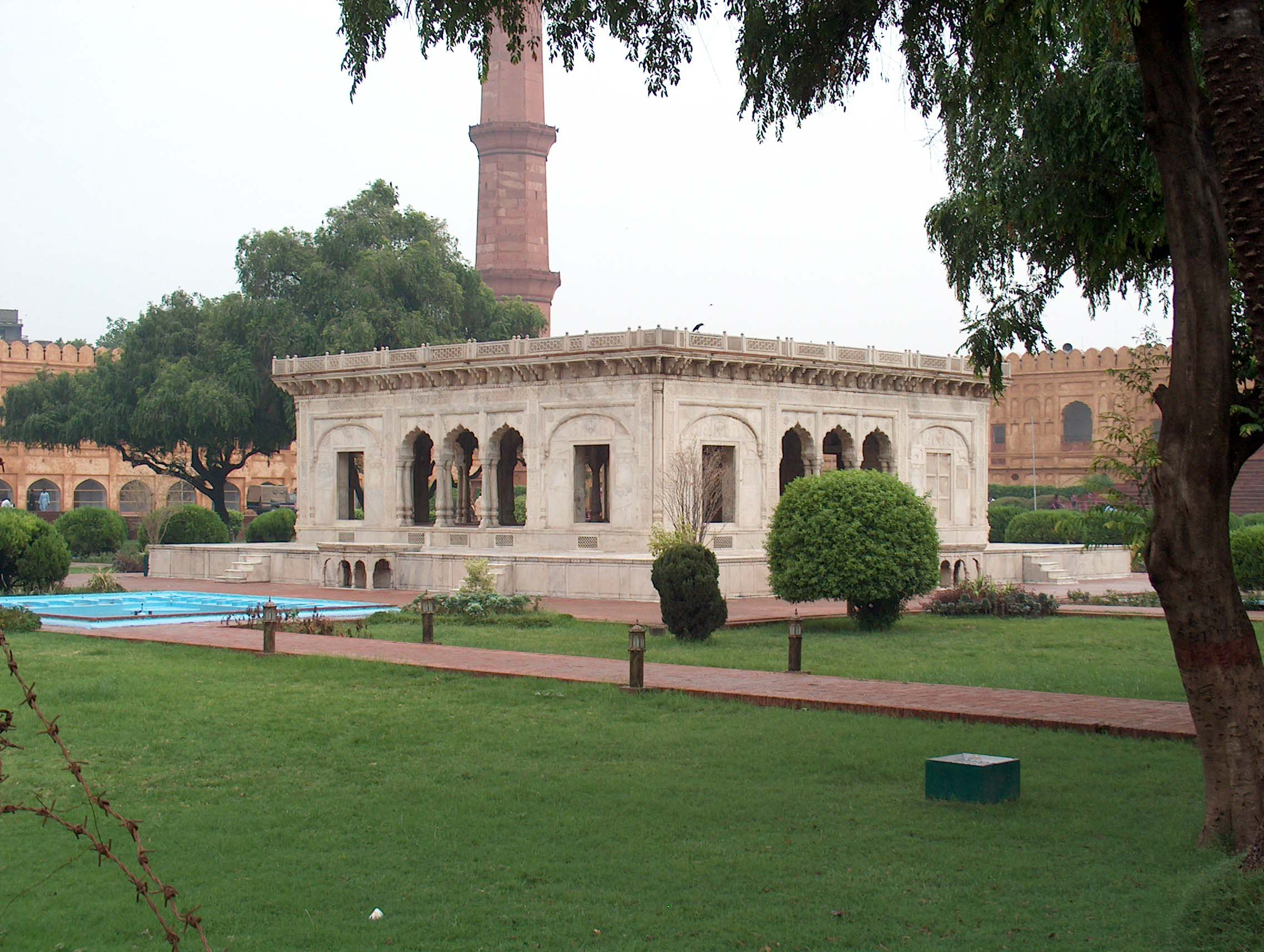
Hazuri Bagh Baradari Lahore, Pakistan

Câteva dintre clădirile baradari istorice sunt Taramati Baradari,  Hazuri Bagh Baradari,  Goshamal Baradari, Baradari la Palatul Man Singh I la Fortul Amer Jaipur etc. 

## Galerie

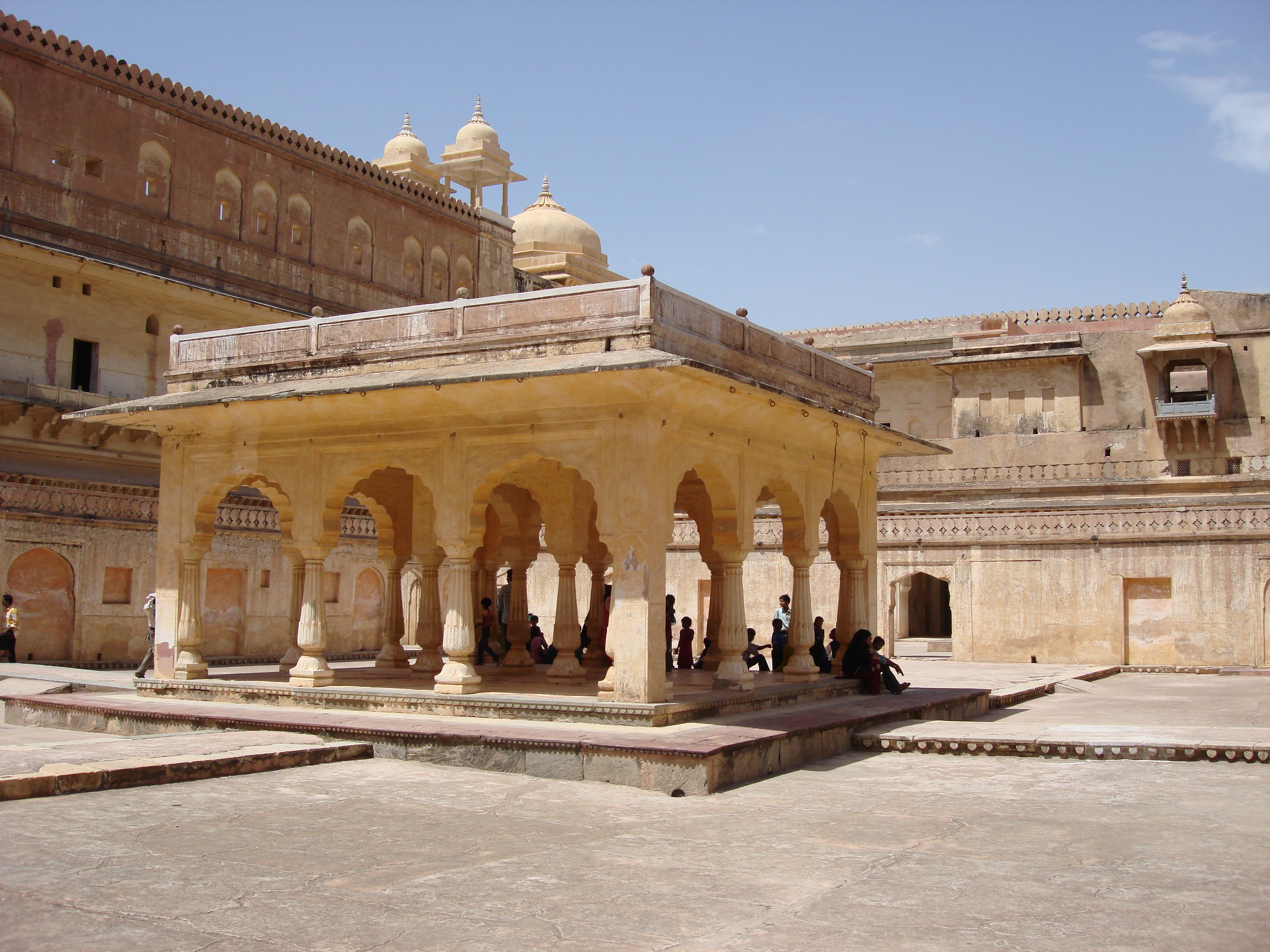
Baradari la Mansingh Mahal, Fortul Amer, Jaipur
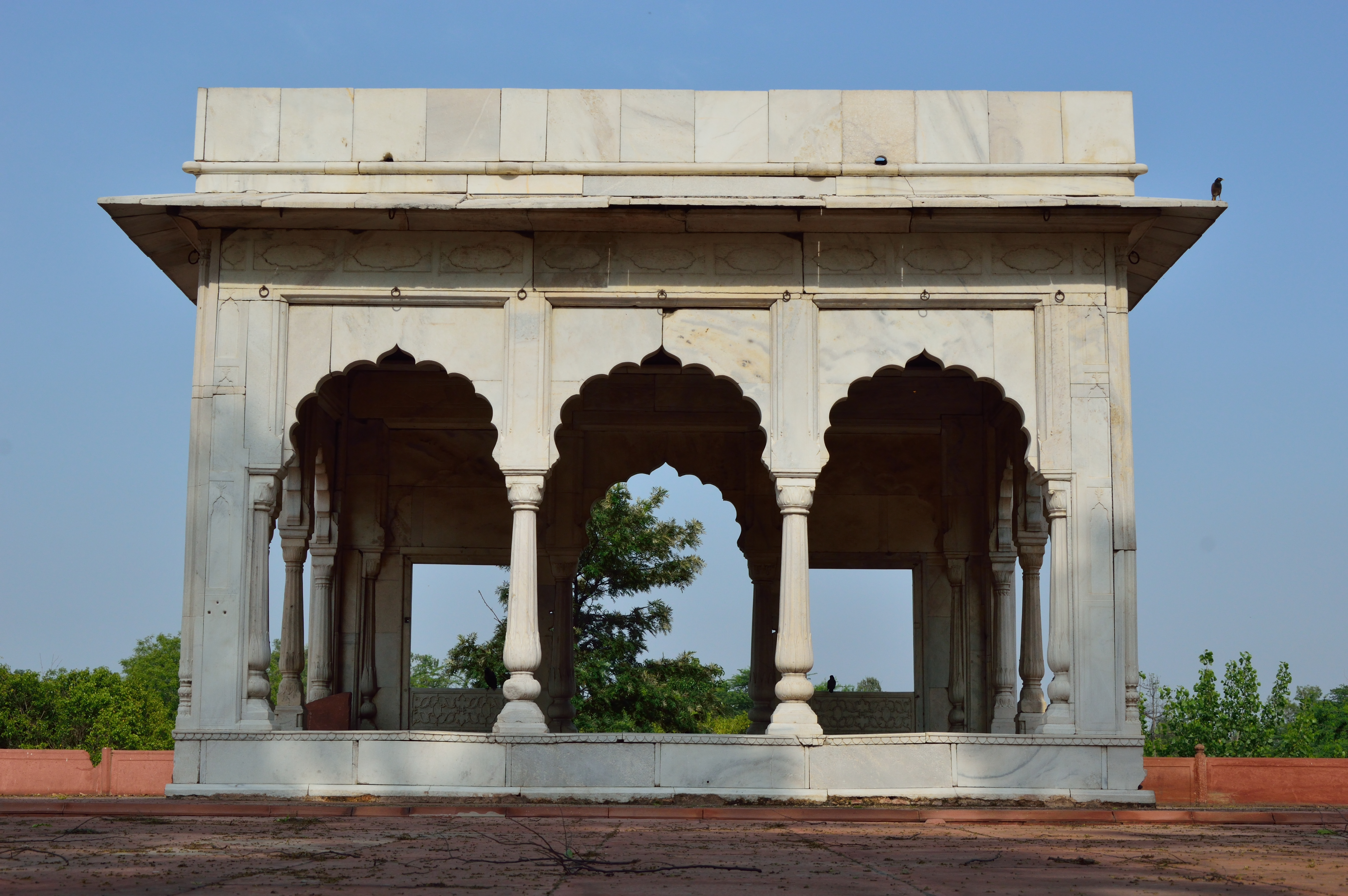
Heera Mahal Baradari, Fortul Roșu, Delhi
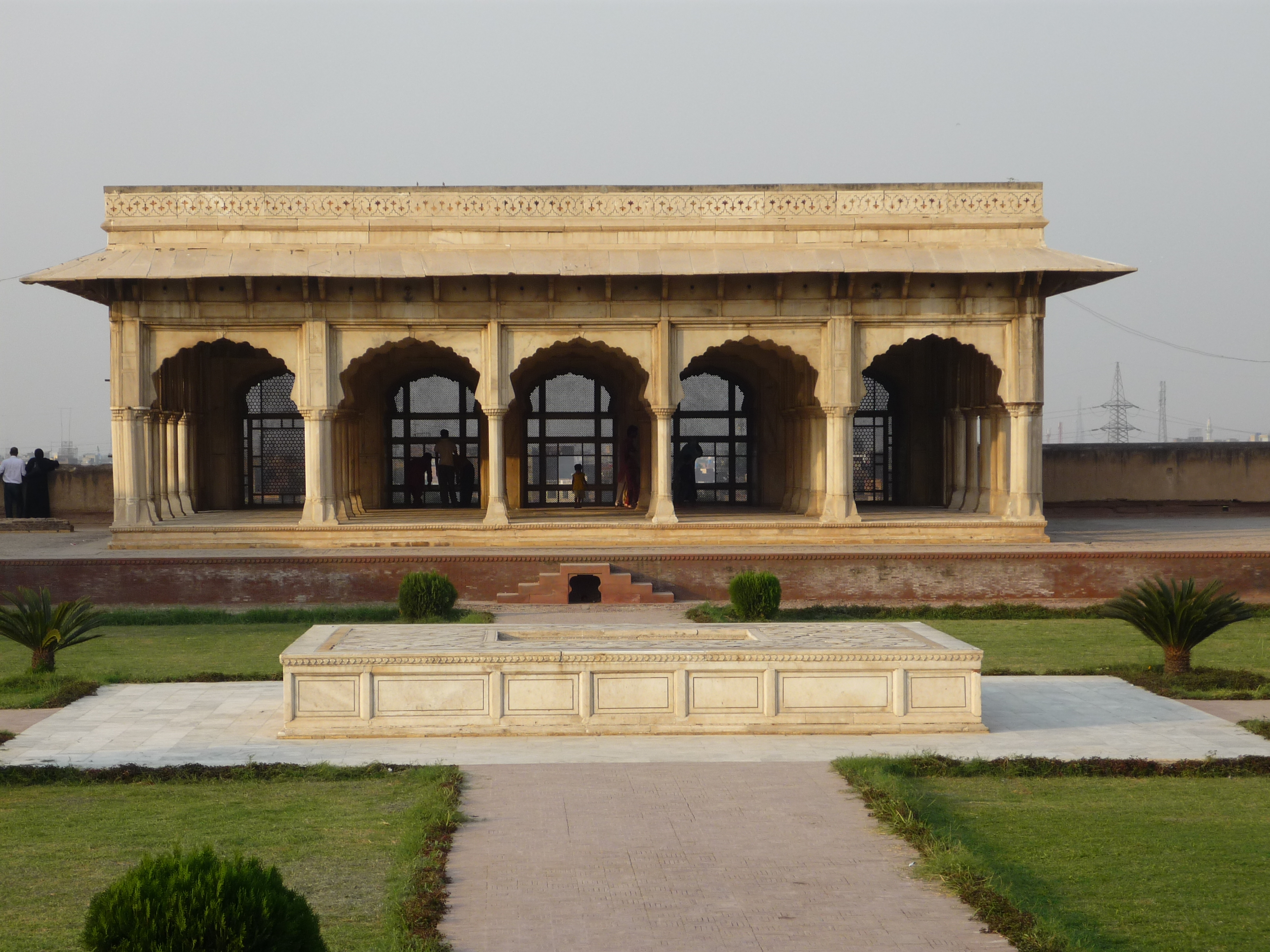
Baradari din Fortul Lahore
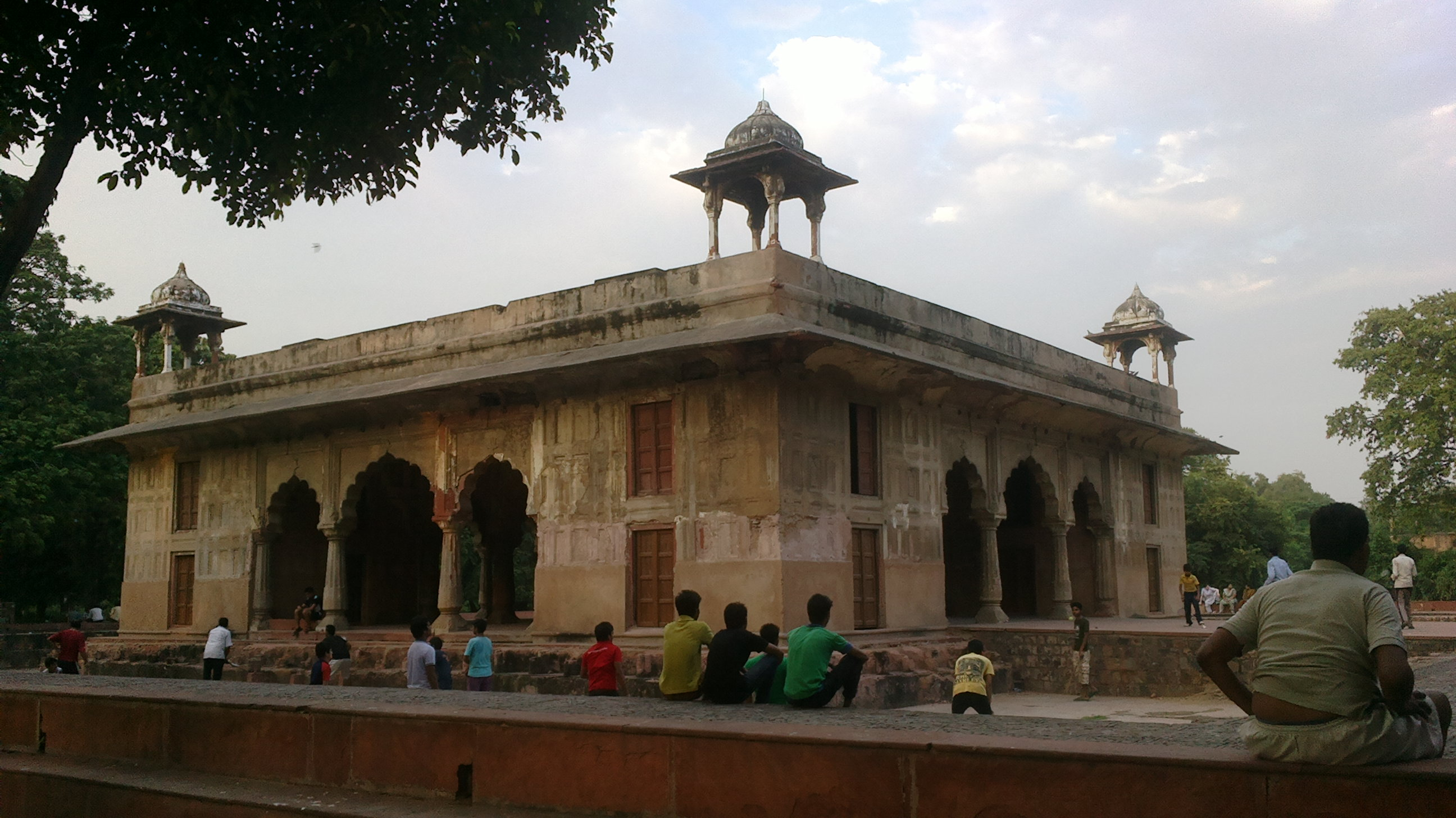
Baradari la Roshanara Bagh, Delhi
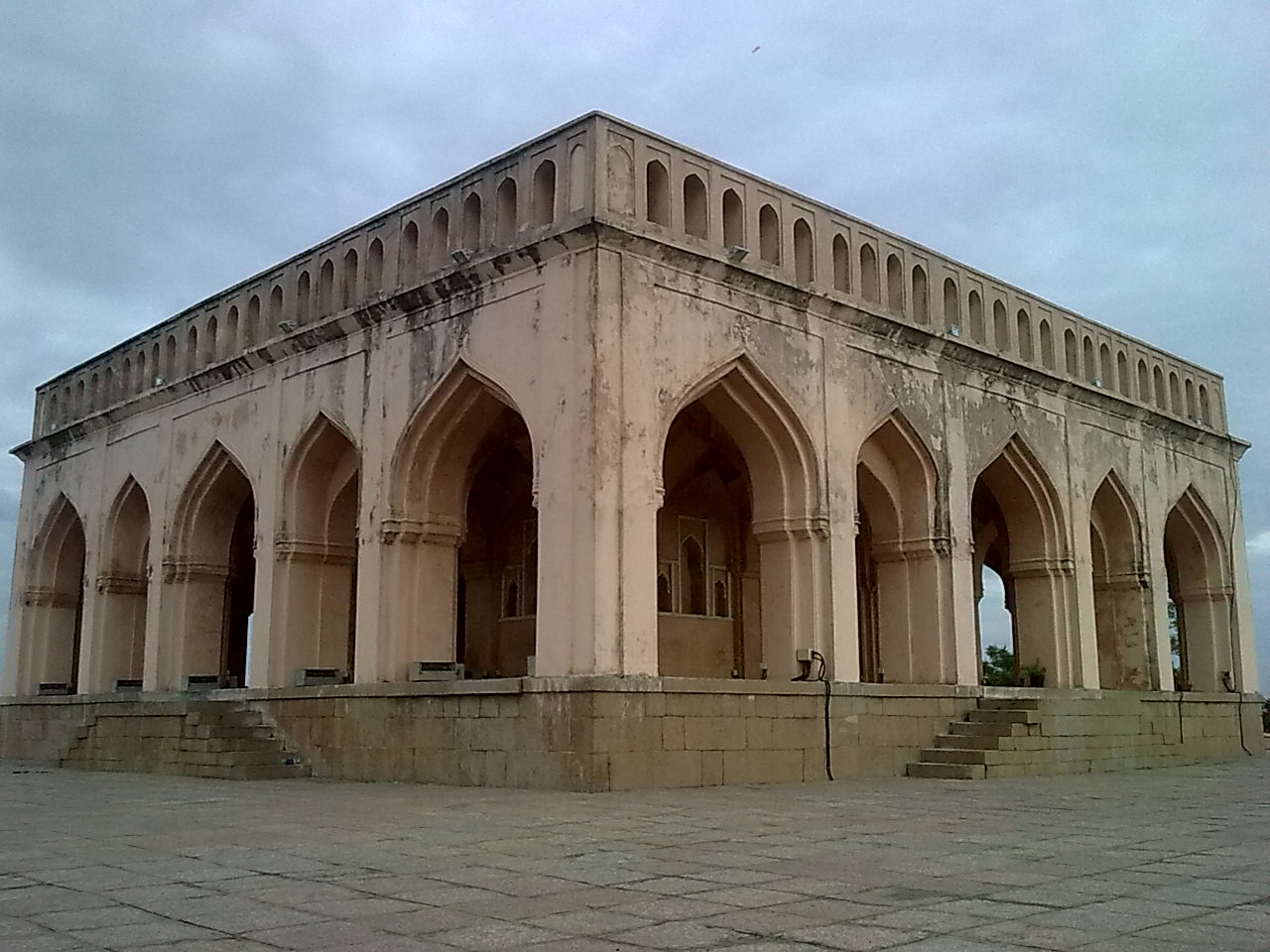
Taramati Baradari, Hyderabad
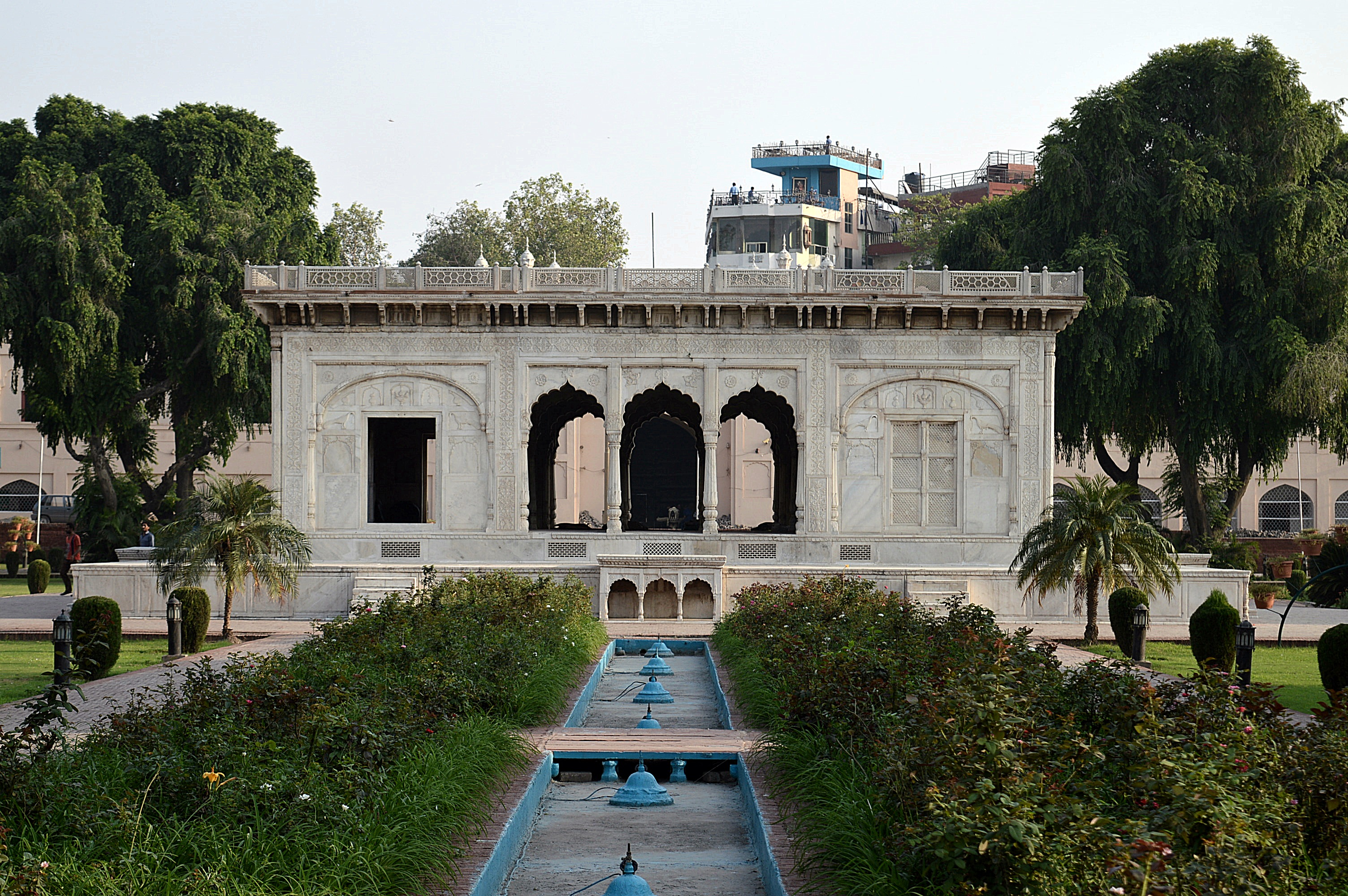
Ranjit Singh Baradari, Hazuri Bagh, Lahore
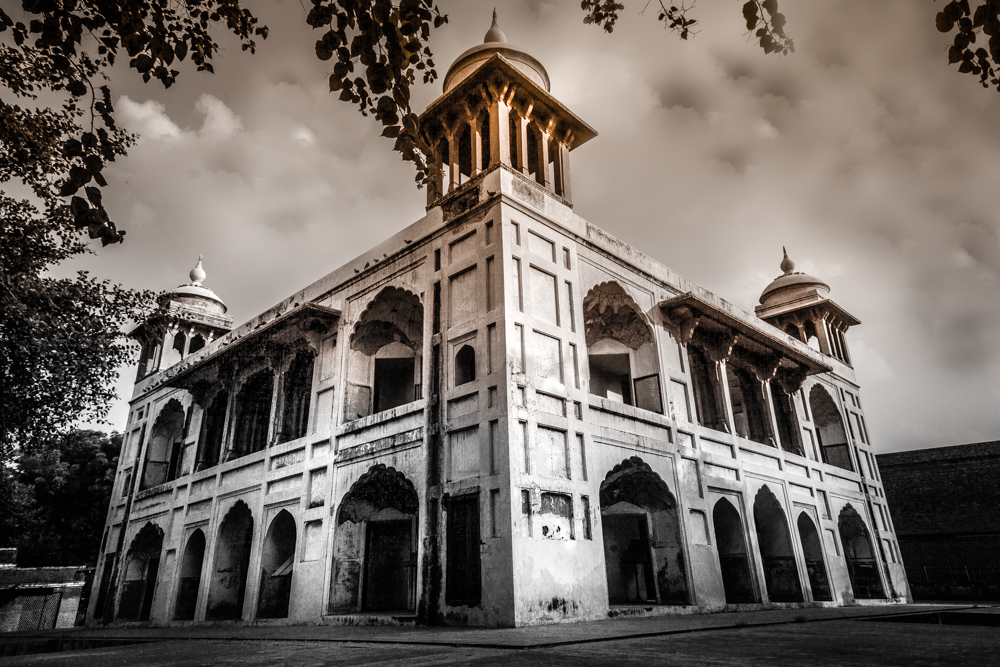
Wazir Khan, Baradari, Lahore
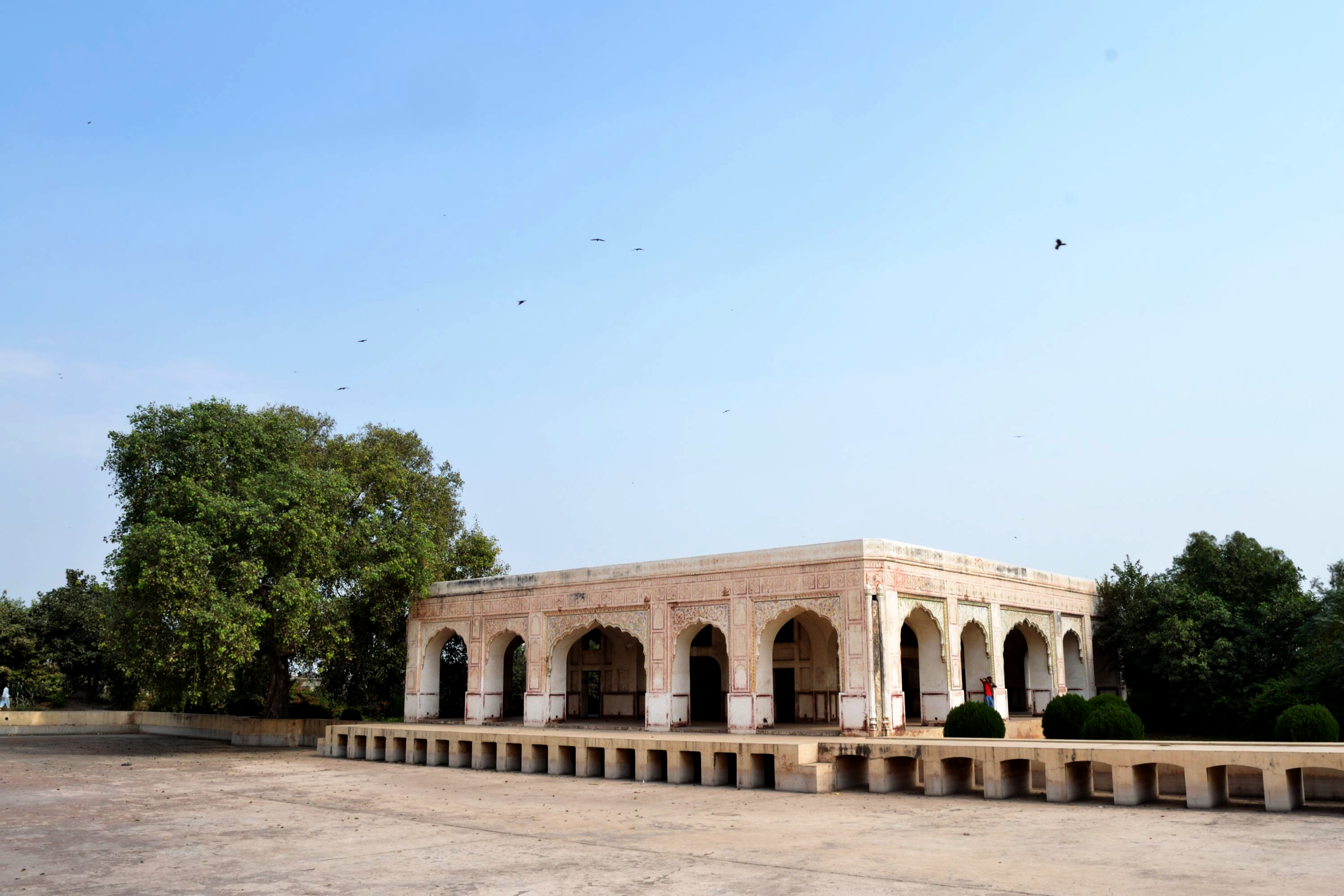
Baradari-ul lui Kamad, Lahore
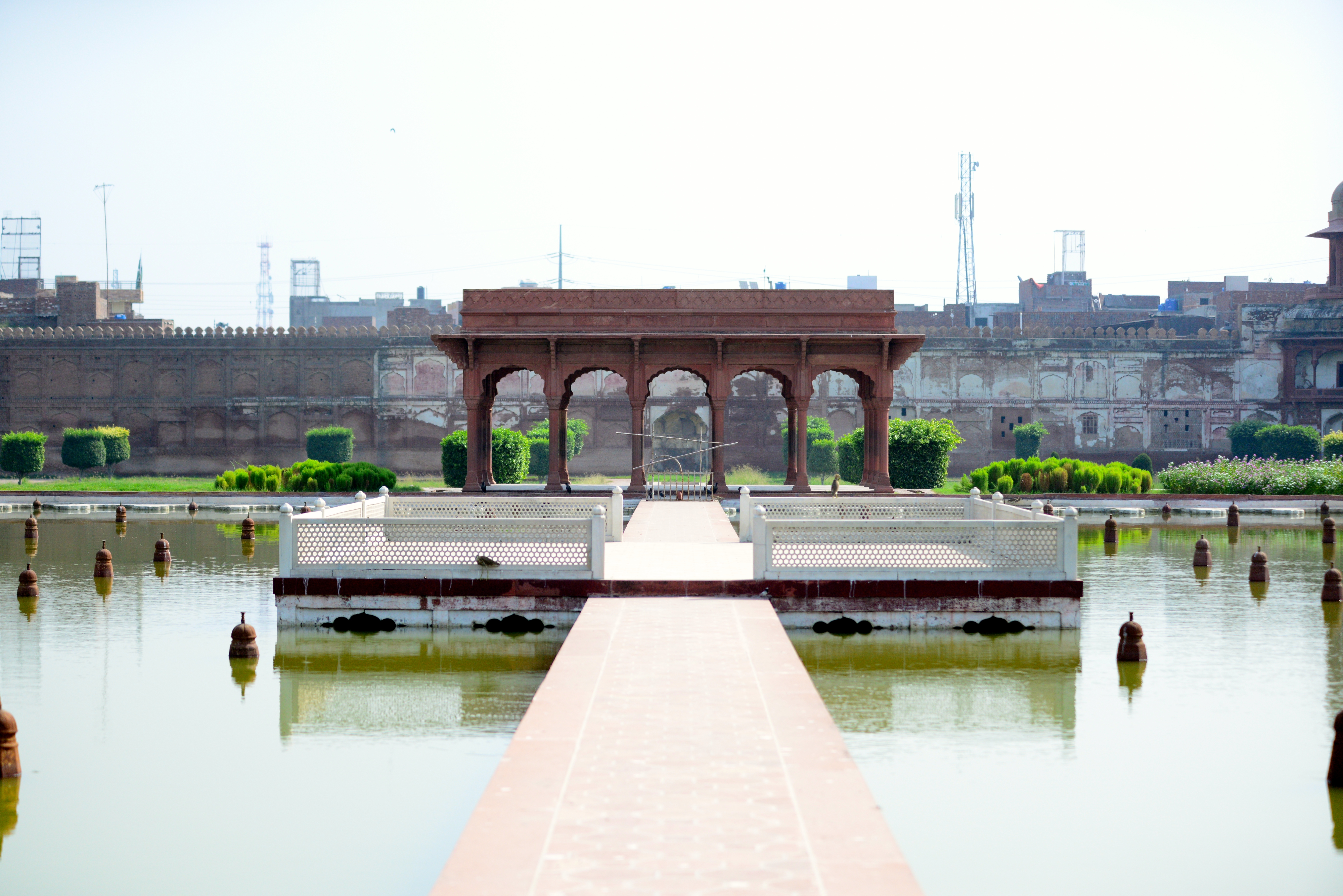
Baradari la Grădinile Shalimar, Lahore
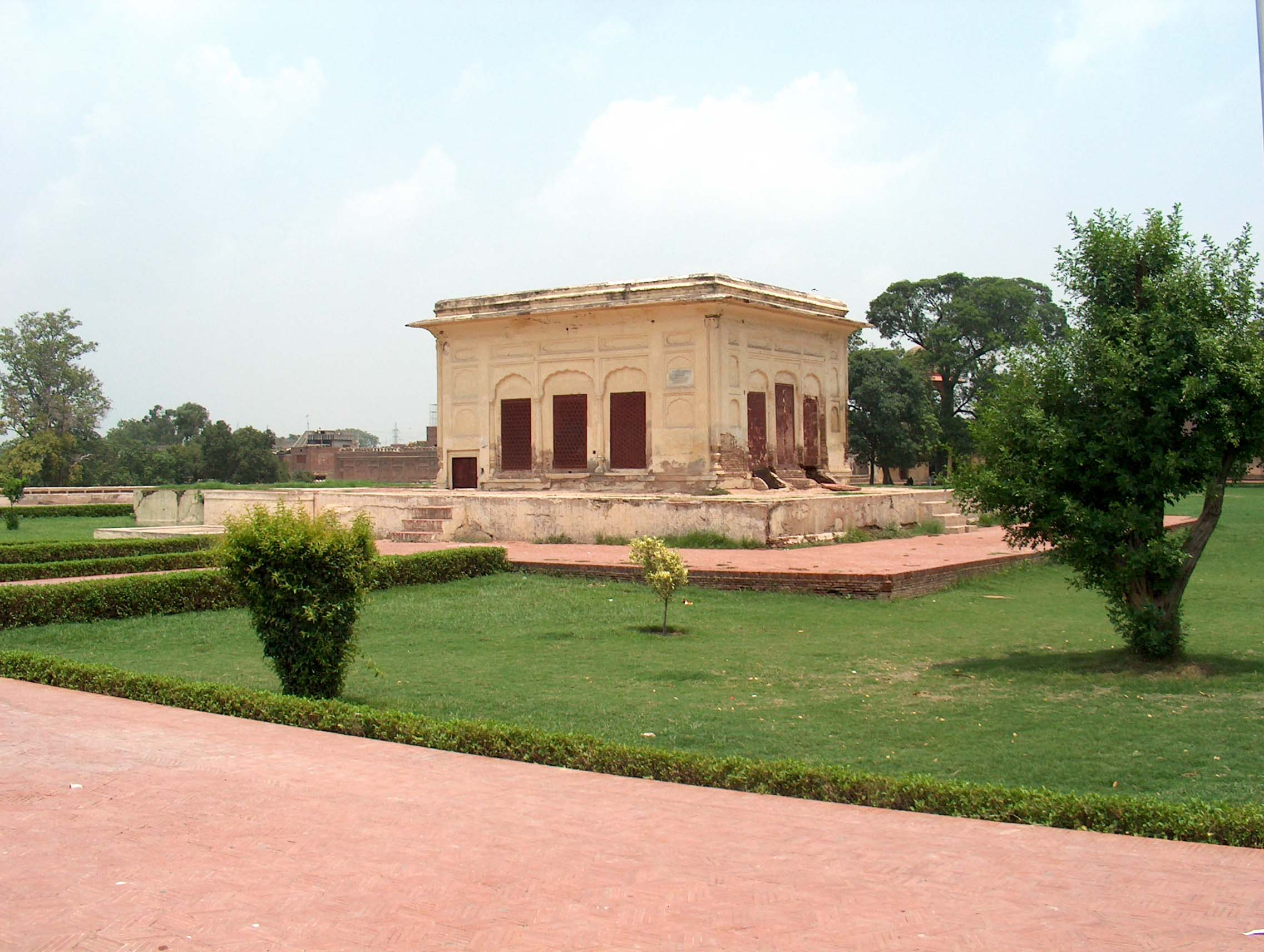
Baradari la Grădinile Shalimar, Lahore
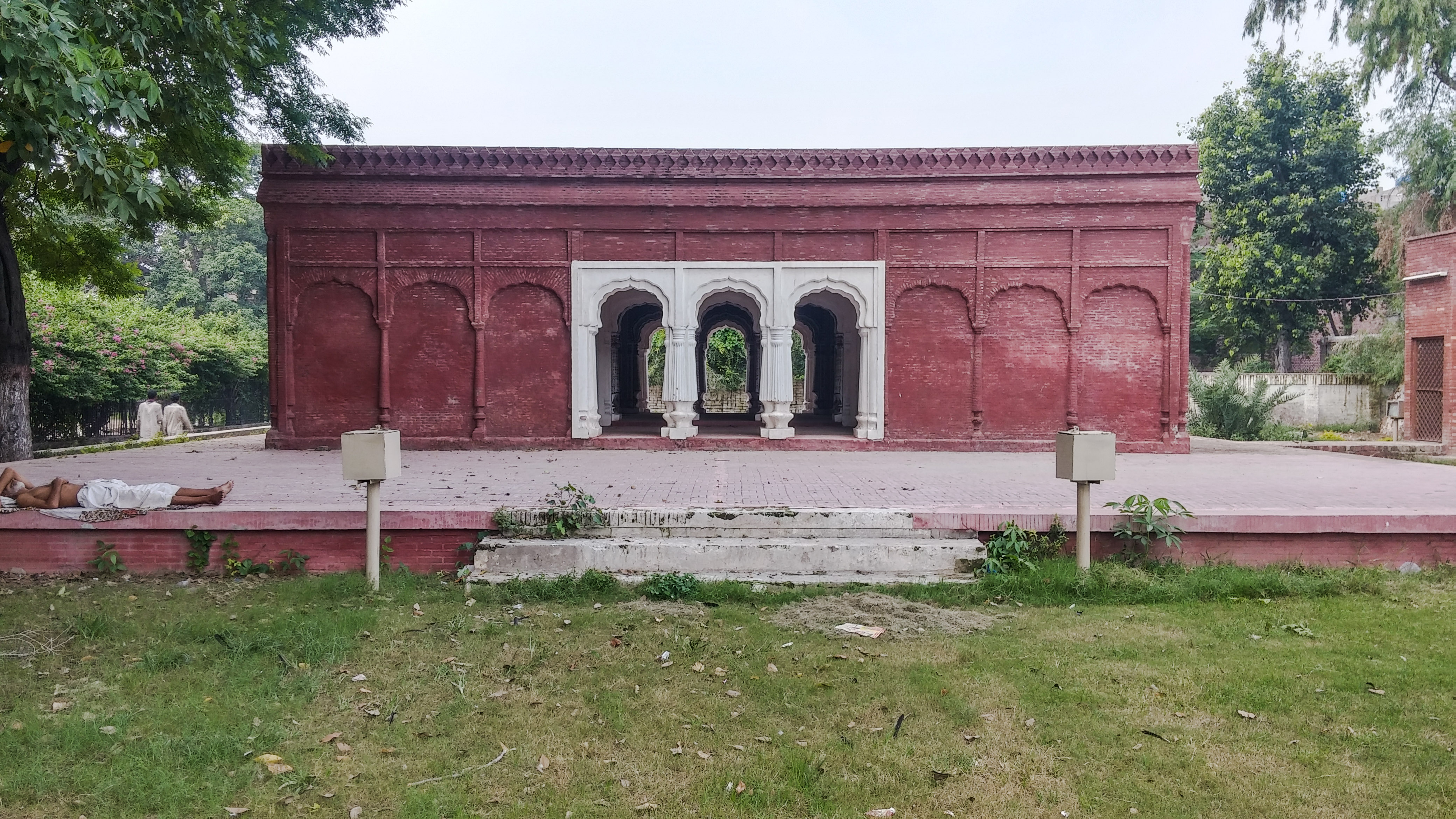
Baraari în grădina Sherawala, Gujranwala
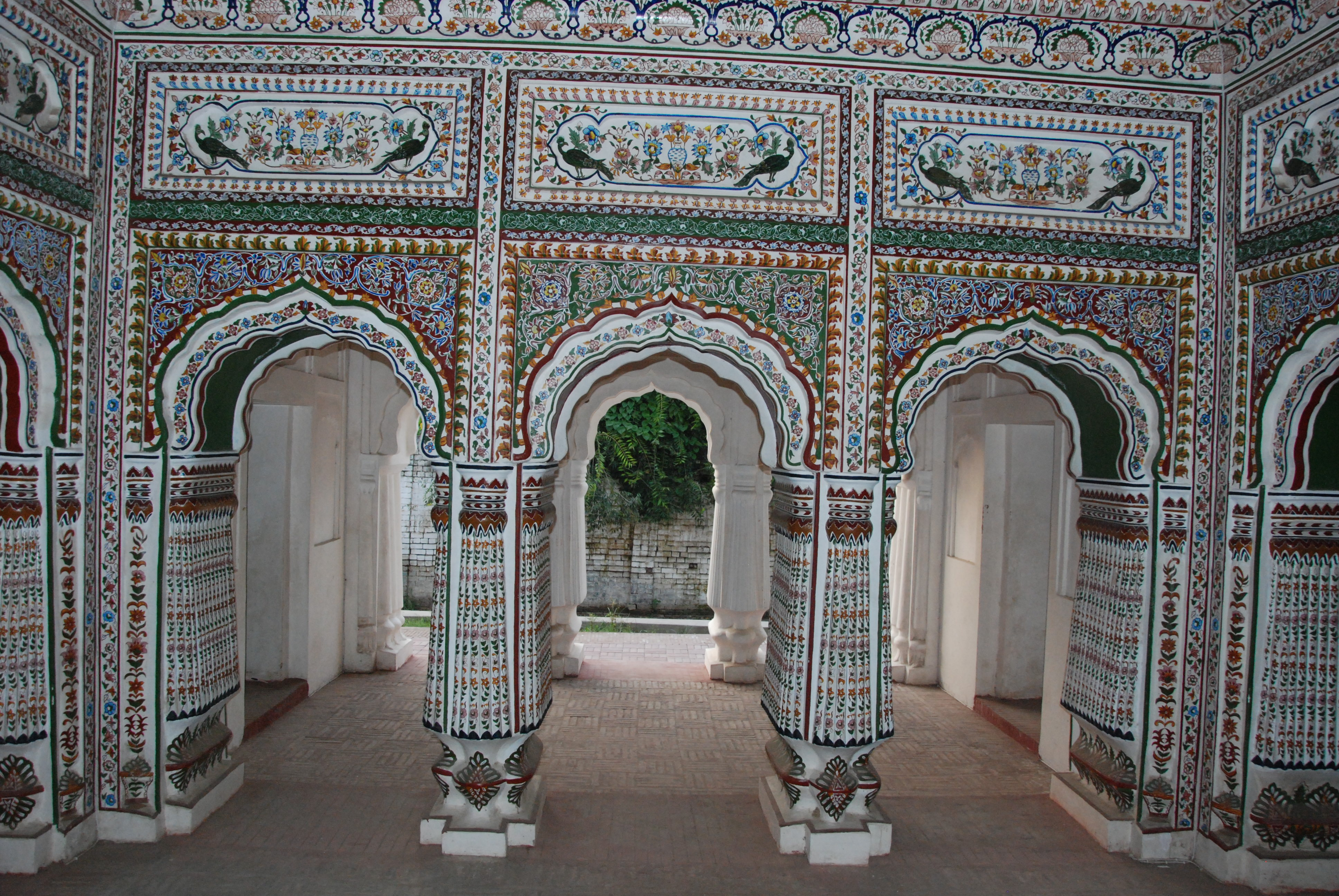
Vedere interioară a Baradari-ului din grădina Sherawala, Gujranwala
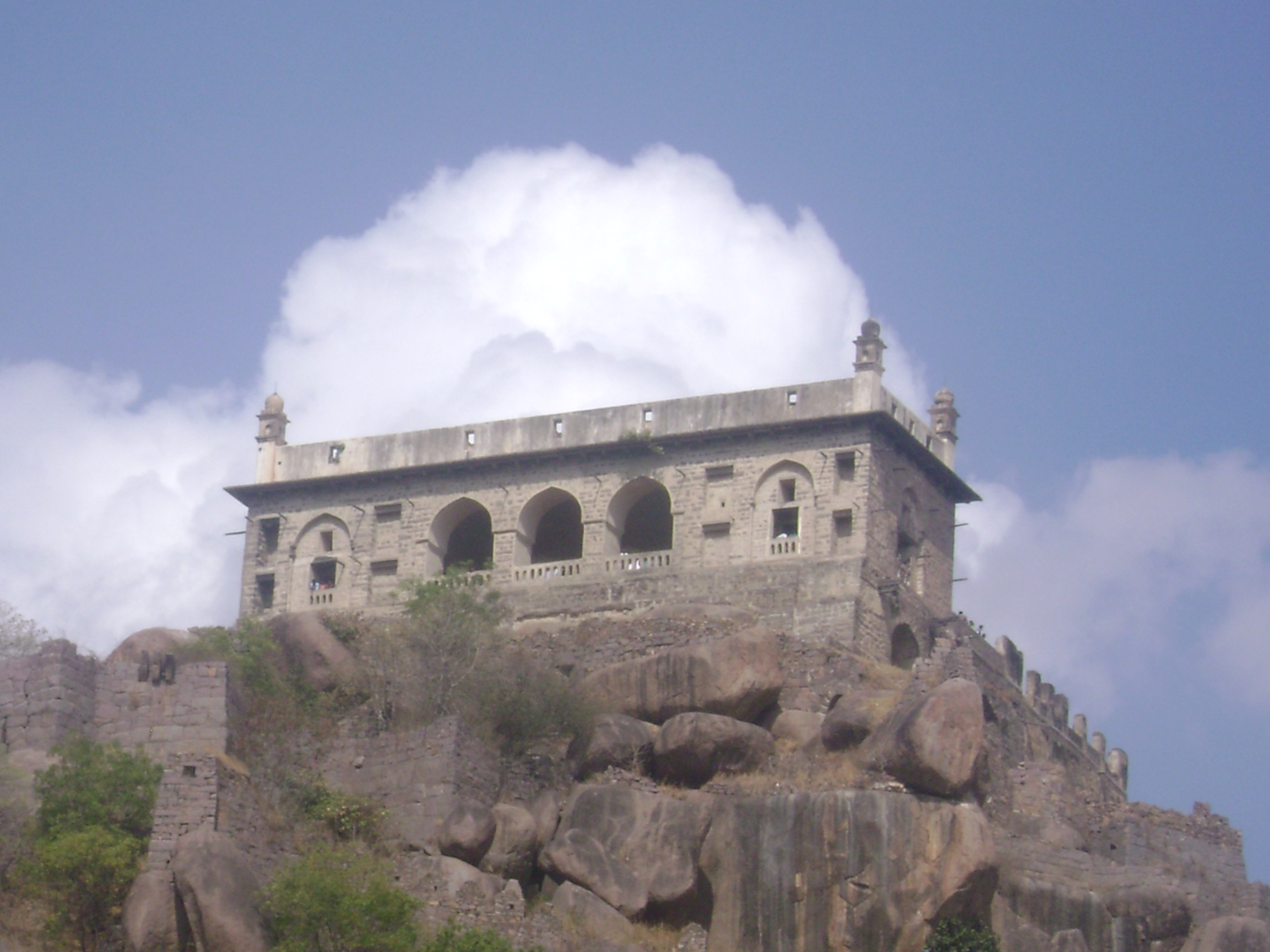
Baradari din Fortul Golconda
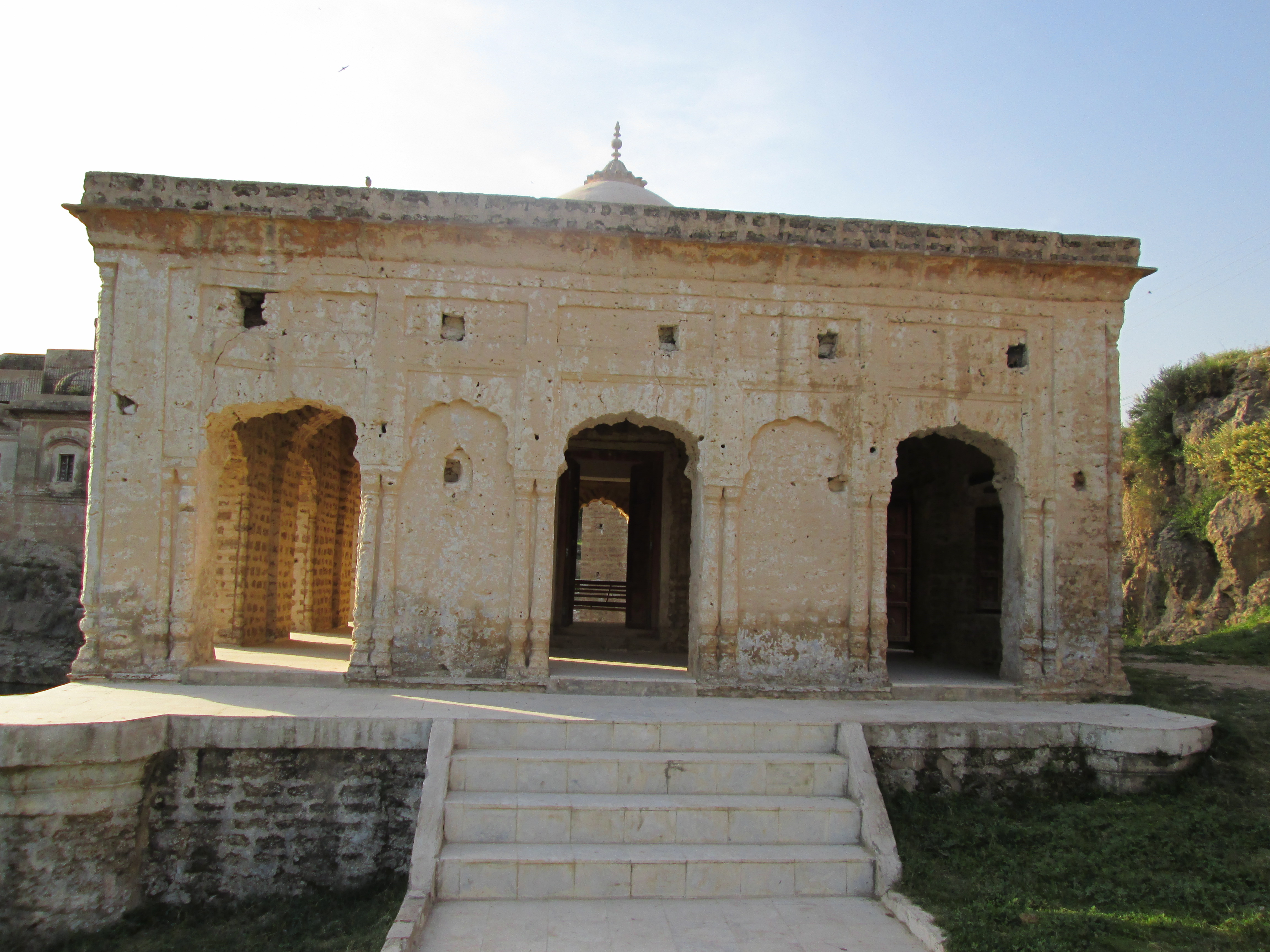
Baradari la Katasraj Mandir, districtul Chakwal din Punjab, Pakistan
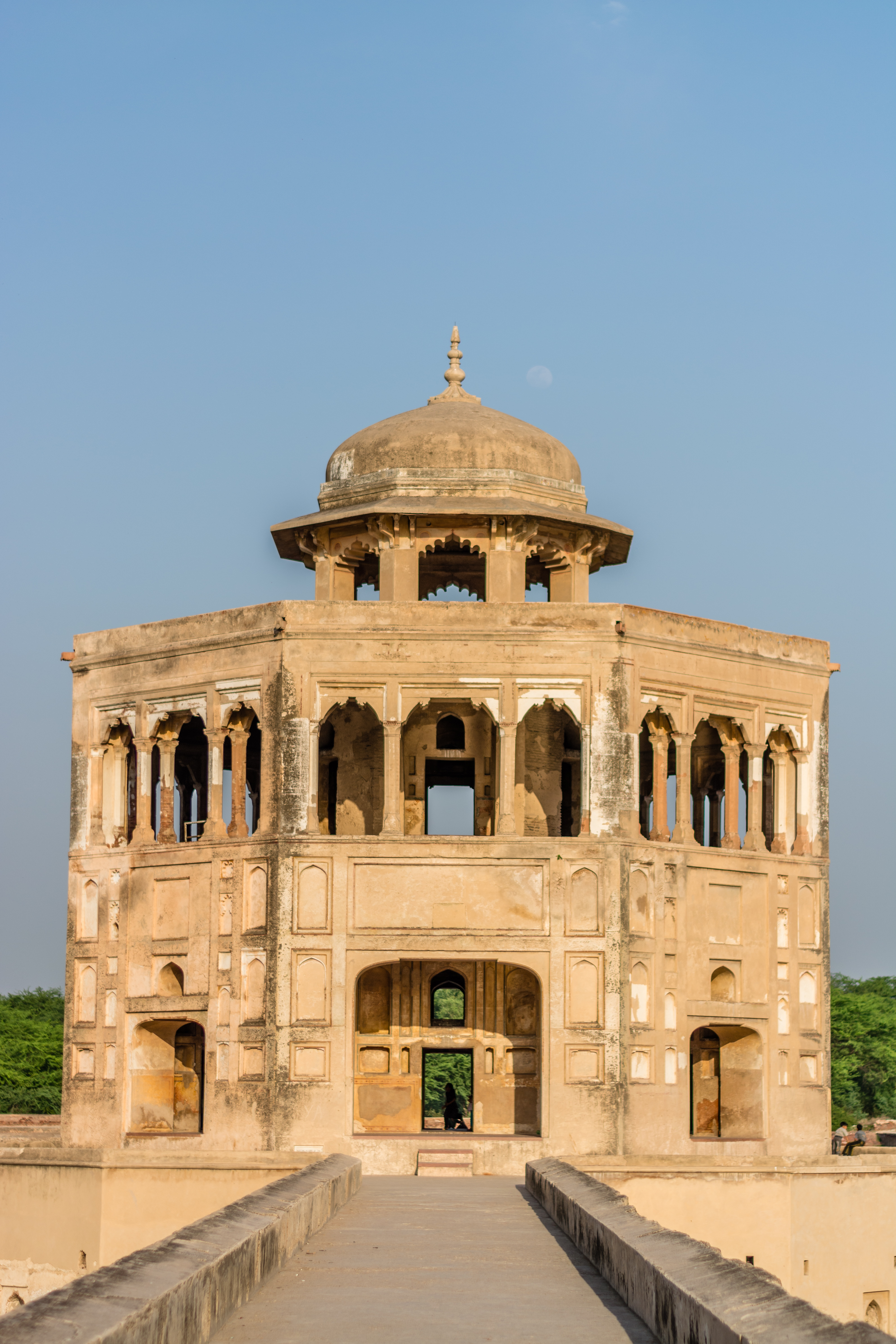
Baradari la Hiran Minar, Sheikhupura, Pakistan
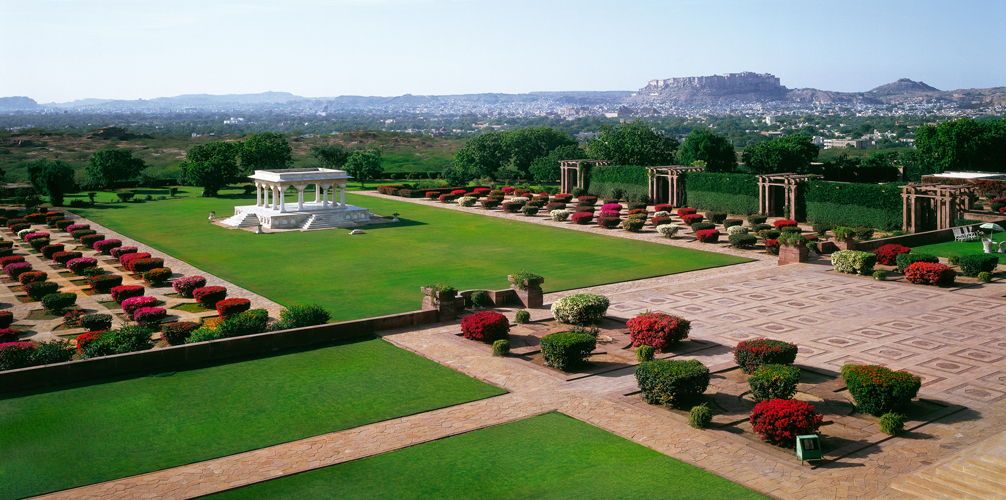
Baradari la Palatul Umaid Bhawan, Jodhpur
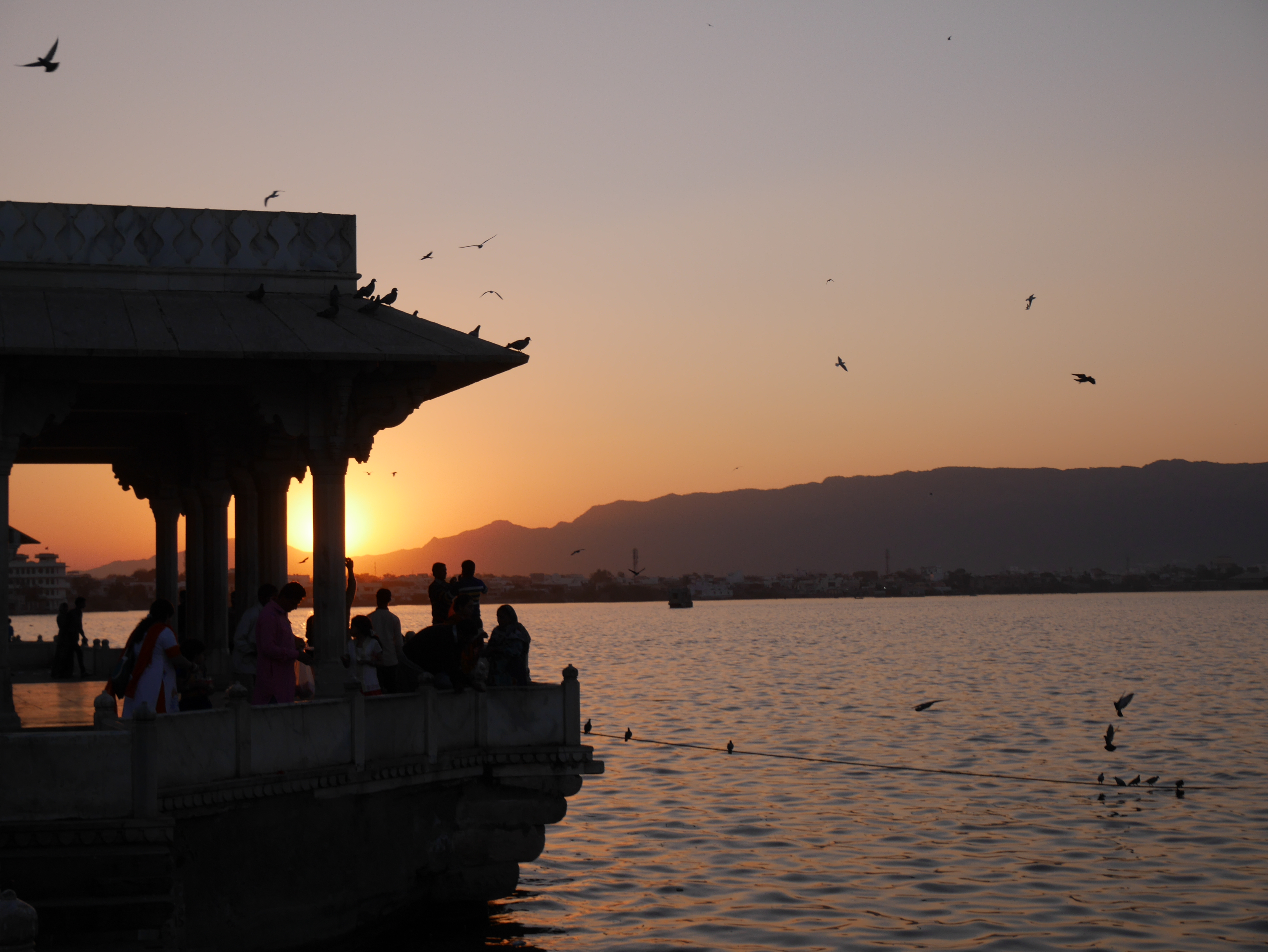
Baradari la Ana Sagar, Ajmer .